# STATEC
Das STATEC ist die nationale Statistikbehörde Luxemburgs, welche in voller französischer Bezeichnung Institut national de la statistique et des études économiques heißt. Sie ist nicht mit der französischen, gleichnamigen Behörde Institut national de la statistique et des études économiques zu verwechseln. Das STATEC untersteht dem luxemburgischen Wirtschaftsministerium.
Die inhaltliche bzw. wissenschaftliche Arbeit ist jedoch unabhängig von diesem und somit neutral; seine Aufgabenstellungen leiten sich von der nationalen und europäischen die Statistik betreffenden Gesetzgebung ab. Unter anderem soll es politischen wie privaten Entscheidern und Bürgern eine öffentliche statistische Dienstleistung hohen Niveaus bieten. Die erstellten Statistiken behandeln die verschiedensten Aspekte der luxemburgischen Gesellschaft. Außerdem koordiniert das STATEC das staatliche statistische System Luxemburgs, das gemäß der statistischen Zentralisierung organisiert ist.